# Langenmosen
Langenmosen ist eine Gemeinde im oberbayerischen Landkreis Neuburg-Schrobenhausen. 

## Gemeindeteile
Die Gemeinde hat vier Gemeindeteile (in Klammern sind der Siedlungstyp und die Einwohnerzahl (Stand: ?) angegeben):
- Grabmühle (Einöde, 8 Einwohner)
- Langenmosen (Pfarrdorf, 1174 Einwohner)[4]
- Malzhausen (Dorf, 146 Einwohner)
- Winkelhausen (Dorf, 151 Einwohner)

## Geschichte

### Frühbesiedlung 550–650
Langenmosen ist eine der bedeutendsten und ältesten Siedlungen im Umland von Schrobenhausen. Das agilolfingische Mosa – eine der früheren Bezeichnungen für Langenmosen – war Mittelpunkt einer Urpfarrei, eines Gerichtsbezirkes und einer Gmain. Statt der heutigen drei Ortschaften hatte es einst zehn zu Mosen gehörende Siedlungen gegeben. Sandizell im Süden, bis nach Königslachen im Osten. An die abgegangenen sieben Siedlungen (Ortschaften) erinnern heute nur noch einzelne Flurnamen. Die frühbajuwarischen Reihengräber auf Moosberg-„Fibet“, sind die sichersten Zeugnisse für Langenmosens Frühbesiedlung von 550 bis 650.

### Mittelalter
Wie der Chronist weiter berichtet, ist im Unterdorf innerhalb von vier Jahrhunderten eine starke Siedlung herangewachsen, die der reiche und angesehene Graf Perchtold 1045 bis 1112 mit Stolz sein „Civitas“ nannte. Bruderkriege und dynastische Erbstreitigkeiten haben im 14. Jahrhundert auf lange Zeit das wirtschaftliche Leben im ganzen Gau und in Mosen unterbrochen. Als man an den Aufbau ging, gab es keine Einödbauern, keine Einzelhöfe, keine Burgsitze und keine Edelmannsgüter mehr. Vom „Hill-Eck“ am Höcherberg bis zur Grabmühle reihte man dem Dorfsträßl entlang Hofstatt an Hofstatt. So entstand das lange Dorf und schon vor Ende des 14. Jahrhunderts lesen wir in Überlieferungen da und dort „Lang- oder Lanngnmosen“.

### Dreißigjähriger Krieg bis Napoleon
Als 1632 die Schweden unter Gustav Adolf von München kommend über Augsburg nach Nürnberg dem Feldherrn Wallenstein entgegenzogen, wurde Mosen niedergebrannt. Die Bewohner versteckten sich jahrelang vor den Schweden im sumpfigen Donaumoos.
1796 wurde Langenmosen von den Franzosen geplündert. In den darauffolgenden Kriegen von 1805 bis 1815 mussten auch Langenmosener dem 30.000 Mann starken bayerischen Heer zur Unterstützung Napoleons dienen. Am Ende gab es 24 Gefallene und Vermisste aus dem Bereich der heutigen Gemeinde. Im Zuge der Verwaltungsreformen in Bayern entstand mit dem Gemeindeedikt von 1818 die Gemeinde Langenmosen mit den zugehörigen Orten Ludwigsmoos und Winkelhausen.

### Weltkriege
In den Ersten Weltkrieg mussten 158 Männer aus Langenmosen, 31 aus Winkelhausen und 35 aus Malzhausen ziehen. Es gab 41 Gefallene und Vermisste.
Der Zweite Weltkrieg hatte auch die Gemeinde Langenmosen nicht unverschont gelassen. In den letzten Kriegstagen (27. April 1945) wurde die Ortschaft durch Tiefflieger angegriffen. Dabei starben fünf Menschen. In der Gemeinde gab es insgesamt 78 Tote und vermisste Männer.

### Eingemeindungen
Im Zuge der Gebietsreform in Bayern wurde am 1. April 1972 die Gemeinde Malzhausen eingegliedert. Langenmosen gab zum 1. Januar 1977 Ludwigsmoos an Königsmoos ab und erhielt dafür im Gegenzug die Grabmühle.

### Einwohnerentwicklung
Zwischen 1988 und 2019 wuchs die Gemeinde von 1313 auf 1591 um 278 Einwohner bzw. um 21,2 %.

## Politik und Öffentliche Verwaltung

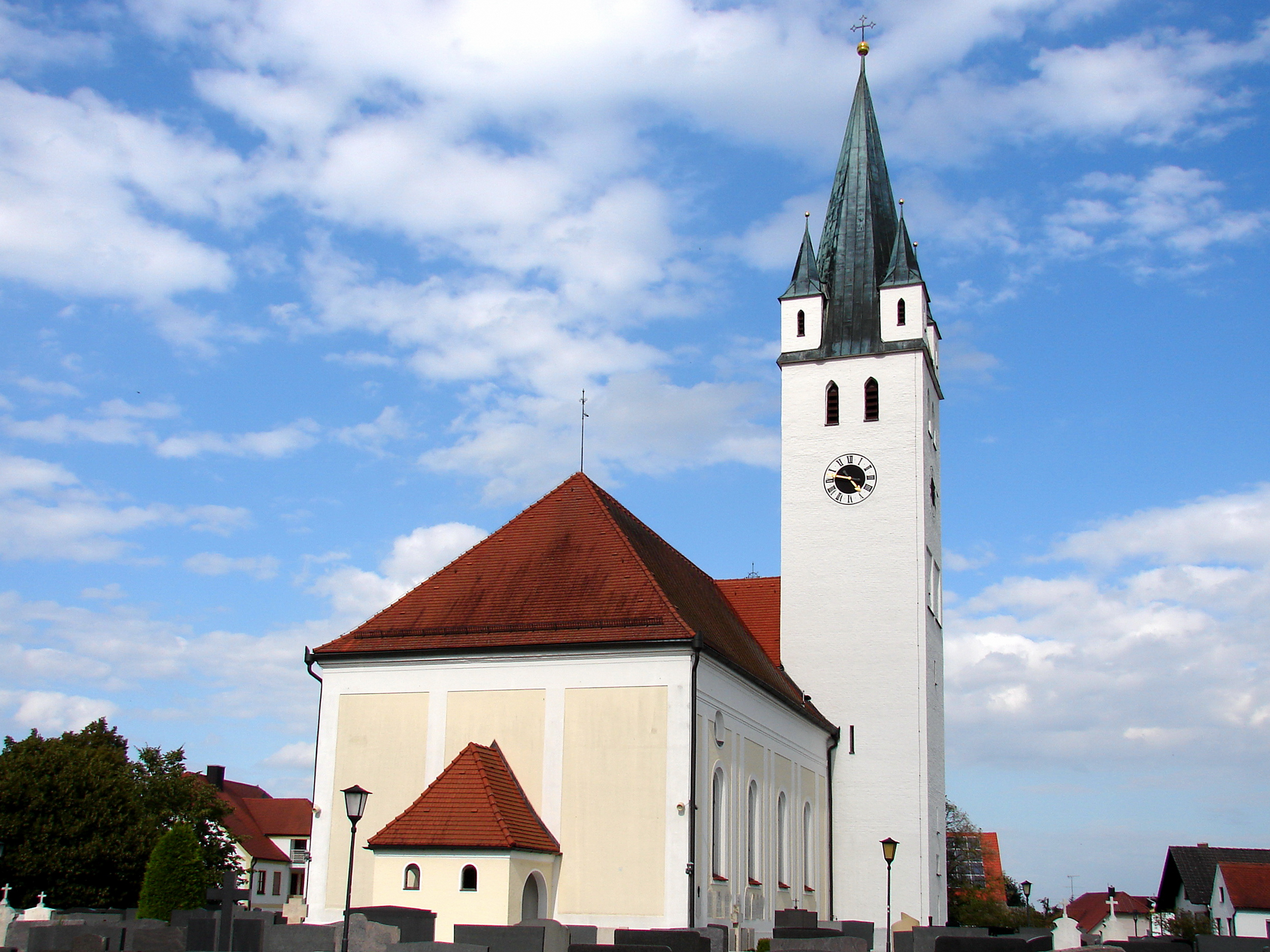
Pfarrkirche St. Andreas

### Bürgermeister
Erste Bürgermeisterin ist seit 1. Mai 2014 Mathilde Ahle (CSU); diese wurde bei der Kommunalwahl am 15. März 2020 wieder gewählt. Sie ist die Nachfolgerin von Thomas Hümbs (FW).

### Gemeinderat in der Wahlperiode 2014–2020
Von den 12 Sitzen entfallen auf:
- FW: 5 Sitze
- CSU: 5 Sitze
- Junge Bürger Langenmosen: 2 Sitze

### Gemeinderat in der Wahlperiode 2020–2026
Von den 12 Sitzen entfallen auf:
- CSU: 6 Sitze
- Freie Wähler Langenmosen: 6 Sitze

### Verwaltung
Die Gemeinde ist Mitglied der Verwaltungsgemeinschaft Schrobenhausen.

## Baudenkmäler

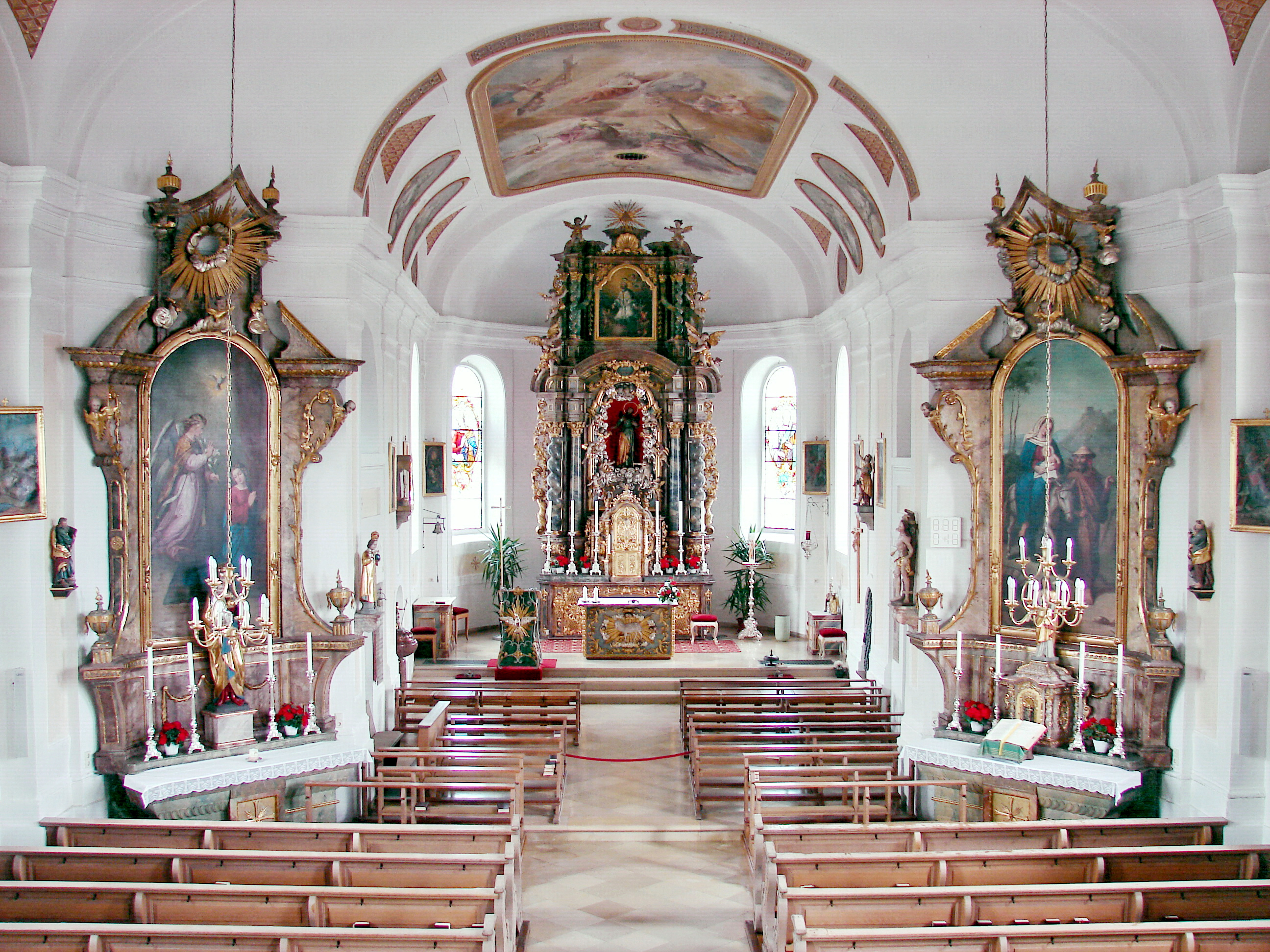
Pfarrkirche St. Andreas: Innenraum

### Wappen
| Wappen Gde. Langenmosen | Blasonierung: „Unter von Silber und Rot geschachtem Schildhaupt gespalten von Silber und Blau; vorne ein blaues Andreaskreuz, hinten über einem liegenden goldenen Halbmond eine goldene Marienkrone.“ |
| Wappen Gde. Langenmosen | Wappenbegründung: Der von Silber und Rot geschachte Balken ist das heraldische Zeichen des Zisterzienserordens. Er weist hier auf die bis zur Säkularisation 1803 andauernden engen Beziehungen zum Zisterzienserinnenkloster Niederschönenfeld hin, dem ein Großteil der Anwesen grundherrschaftlich unterstand. Halbmond und Krone gelten als Mariensymbole; sie erinnern an die geschichtlichen Verbindungen mit dem Benediktinerinnenkloster Neuburg. Das Andreaskreuz versinnbildlicht das Patrozinium der Pfarrkirche von Langenmosen. Die Farben des Hauses Wittelsbach, Silber (Weiß) und Blau, unterstreichen die historische Zugehörigkeit zum herzoglichen Amt Schrobenhausen. Dieses Wappen wird seit 1966 geführt. |

## Persönlichkeiten
- Ernestine Hipper (* 1962), Szenenbildnerin und Kostümbildnerin
- Luitgard Müller, ehemalige Gastwirtin, am 13. Juli 2016 mit dem Bayerischen Verdienstorden ausgezeichnet.[8]